# 4G

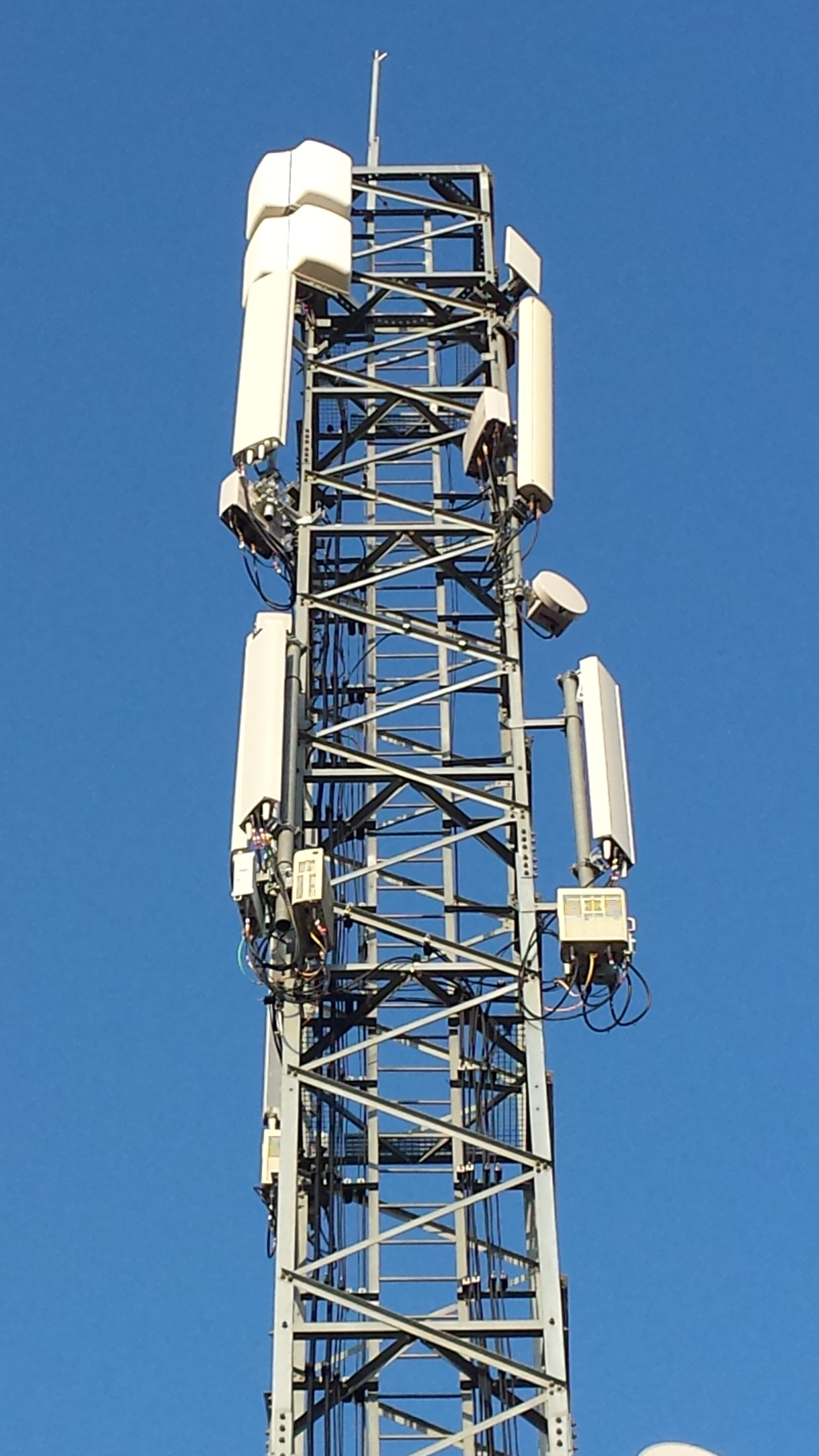

En telecomunicaciones, 4G es la sigla utilizada para referirse a la cuarta generación de tecnologías de telefonía móvil. Es la sucesora de las tecnologías 2G y 3G, y precede a la próxima generación, la 5G.
Al igual que en otras generaciones, la Unión Internacional de Telecomunicaciones (UIT) creó un comité para definir las especificaciones. Este comité es el IMT-Advanced y en él se definen los requisitos necesarios para que un estándar sea considerado de la generación 4G. Entre los requisitos técnicos que se incluyen hay uno muy claro: las velocidades máximas de transmisión de datos deben estar entre 100 Mbit/s (12,5 MB/s) para una movilidad alta y 1 Gbit/s (125 MB/s) para movilidad baja. De aquí se empezó a estudiar qué tecnología eran las candidatas para llevar la «etiqueta 4G». Hay que resaltar que los grupos de trabajo de la UIT no son puramente teóricos, sino que la industria forma parte de ellos y estudian tecnologías reales existentes en el momento. Por esto, el estándar LTE (long term evolution: ‘evolución a largo plazo’) de la norma 3GPP no es 4G porque no cumple los requisitos definidos por la IMT-Advanced en características de velocidades pico de transmisión y eficiencia espectral. Aun así la UIT declaró en 2010 que los candidatos a 4G, como era aquel, podían publicitarse como 4G.
La 4G está basada completamente en el protocolo IP, siendo un sistema y una red, que se alcanza gracias a la convergencia entre las redes cableadas e inalámbricas. Esta tecnología podrá ser usada por módems inalámbricos, móviles inteligentes y otros dispositivos móviles. La principal diferencia con las generaciones predecesoras será la capacidad para proveer velocidades de acceso mayores de 100 Mbit/s en movimiento y 1 Gbit/s en reposo, manteniendo una calidad de servicio (QoS) de punta a punta de alta seguridad que permitirá ofrecer servicios de cualquier clase en cualquier momento, en cualquier lugar, con el mínimo coste posible.
El WWRF (Wireless World Research Forum) pretende que 4G sea una fusión de tecnologías y protocolos, no solo un único estándar, similar a 3G, que actualmente incluye tecnologías como lo son GSM y CDMA.
La empresa NTT DoCoMo en Japón fue la primera en realizar experimentos con las tecnologías de cuarta generación, alcanzando 100 Mbit/s (12,5 MB/s) en un vehículo a 200 km/h. La firma lanzó los primeros servicios 4G basados en tecnología LTE en diciembre de 2010 en Tokio, Nagoya y Osaka.

## Características técnicas
El concepto de 4G trae unas velocidades mayores a las de 301 Mbit/s (37,6 MB/s) con un radio de 8 MHz; entre otras, incluye técnicas de avanzado rendimiento radio como MIMO y OFDM. Dos de los términos que definen la evolución de 3G, siguiendo la estandarización del 3GPP, serán LTE para el acceso radio, y SAE (Service Architecture Evolution) para la parte núcleo de la red.

## Historia
- En febrero de 2007, la firma japonesa NTT DoCoMo probó un sistema prototipo de 4G con 4x4 MIMO llamado VSF-OFCDM a 100 Mbit/s (12,5 MB/s) en movimiento, y 1 Gbit/s (125 MB/s) detenido.[2]

- En 2008, ITU-R estableció el detalle de los requerimientos de desempeño para IMT-Avanzado, mediante una circular.[3]

- En noviembre de 2008, HTC anuncia el primer móvil habilitado para WiMax, conocido como  Htc Max 4G.[4]

- En marzo de 2009, la empresa lituana LRTC anuncia a la primera red 4G operativa en los países bálticos.[5]

- En diciembre de 2009, se anuncia la primera implementación comercial de LTE, en Estocolmo y Oslo, a través de TeliaSonera. El módem ofrecido fue manufacturado por Samsung.[6]

- En febrero de 2010, la empresa EMT inaugura la red LTE 4G en régimen de prueba, en Estonia.[7]

- En mayo de 2010 la empresa estatal Copaco-Vox de Paraguay licita la primera red LTE de Sudamérica.[8]

- En junio de 2010, Sprint Nextel lanza el primer móvil inteligente WiMax de Estados Unidos, conocido como el HTC Evo 4G.[9]

- En julio de 2010, MTS implementa LTE en Taskent.[10]

- En agosto de 2010 en Letonia la empresa LMT inaugura la red LTE 4G a modo de prueba en el 50 % de su territorio.[cita requerida]

- En diciembre de 2010, en el Seminario Mundial de Radiocomunicaciones, la ITU (Unión Internacional de Telecomunicaciones) estableció que LTE y WiMax ―así como otras tecnologías evolucionadas del 3G― pueden ser consideradas 4G.[cita requerida]

- En diciembre de 2010, VivaCell-MTS lanza en Armenia un test comercial 4G/LTE.[11]

- El 6 de abril de 2011, Entel lanza la tecnología 4G LTE para Bolivia.[12]

- En noviembre de 2011, la empresa ANTEL de Uruguay anuncia que la tecnología 4G LTE estará por primera vez en Uruguay, más precisamente en la ciudad balnearia de Punta del Este a partir de diciembre de 2011, siendo así el primer país del continente con tecnologías de cuarta generación (ya se ofrecían servicios HSPA+ desde hacía un tiempo).[13][14]

- En noviembre de 2011, Movistar Venezuela anuncia pruebas 4G LTE en el estado Aragua, con una duración de tres meses, cumpliendo con el periodo aprobado por el regulador estatal (Conatel).[15]

- En 2011, la empresa UNE EPM Telecomunicaciones anuncia el lanzamiento de la tecnología 4G/LTE en Colombia para el primer trimestre del año 2012 en la banda de 2,5 GHz, siendo así la segunda compañía en Latinoamérica en contar con dicha tecnología después de Uruguay, aunque de por sí ya venía trabajando tecnología 4G bajo la tecnología WiMax.[16]

- En diciembre de 2011, en Guatemala, las compañías Claro Guatemala (subsidiaria de América Móvil) y Movistar Guatemala (subsidiaria de Telefónica), anuncian el lanzamiento de sus redes 4G disponible  inicialmente en la Ciudad de Guatemala con una velocidad máxima real de 5 Mbit/s (625 kB/s) y en el departamento de Guatemala con una velocidad máxima de 8 Mbit/s (1 MB/s) respectivamente, aptas para navegación por módem inalámbrico y telefonía móvil. En los primeros días de enero de 2012, TIGO Guatemala subsidiaria de Millicom anuncia el lanzamiento de la tecnología con una velocidad máxima de 8 Mbit/s (1 MB/s), con cobertura sobre el departamento de Guatemala. En el primer semestre de 2012 pretenden extender el servicio a todo el país.[cita requerida]
- En diciembre de 2011, se abre una licitación pública para ofrecer servicios 4G en Chile. Participan 3 operadores móviles y 24 OMV (operadores móviles virtuales). El operador Claro interpone acciones legales para defender supuestos derechos preferentes en la licitación, y el proceso retrasa la implementación efectiva de 4G en Chile hasta finales de 2012.[cita requerida]

- El 24 de enero de 2012, Tigo Honduras lanza la tecnología 4G en las tres principales ciudades del país (Tegucigalpa, San Pedro Sula y La Ceiba), prometiendo velocidades de hasta 5 Mbit/s de bajada y hasta 1 Mbit/s de subida.[cita requerida]

- En abril de 2012, Digitel anuncia que empieza el desarrollo del despliegue de 4G LTE en Venezuela, realizando pruebas en LTE con ayuda de ZTE y Huawei, en la banda de 1,8 GHz.[17]

- Para junio de 2012 la empresa Orange anuncia la primera red 4G LTE en República Dominicana. Primero con cobertura solo en la capital, para luego extenderla en todo el territorio nacional con una inversión de US$150MM, pero fue hasta en 2014 cuando se pudo usar realmente la red para móviles siendo los únicos modelos: Sony Xperia Z1 y Z2 lo que ha creado un gran descontento y rumores que ponen en duda la red, pero ya fue comprobada y es real.[cita requerida]

- Para julio de 2012, Movistar realiza las segunda pruebas 4G LTE en la capital de Venezuela utilizando las frecuencias AWS (1,7 y 2,1 GHz) y la banda de 700 MHz donde LTE hasta ahora solo se encuentra disponible en 6 países de Latinoamérica (Colombia, Puerto Rico, Brasil, Paraguay, Uruguay y México).[cita requerida]

- En julio de 2012, la Subsecretaría de Transportes y Telecomunicaciones de Chile (Subtel), declara ganadores de licitación pública para entregar servicio 4G en Chile a las empresas Claro, Movistar y Entel. Dichas compañías tendrán un año de plazo para dejar funcionando el servicio a nivel nacional.[cita requerida]

- En noviembre de 2012, Telcel lanza en México su red 4G LTE con velocidades de 20 Mbit/s (2,5 MB/s).[cita requerida]

- En febrero de 2013, Personal lanza su servicio LTE en Paraguay,[18] así como las empresas nacionales VOX y Copaco con los módems USB y los módems router LTE con velocidades de hasta 60 Mbit/s (7,5 MB/s).[19]

- El 30 de mayo de 2013, se anuncia públicamente la cobertura 4G en España a través de Vodafone, anunciando velocidades de hasta 150 Mbit/s (18,75 MB/s).[cita requerida]

- El 26 de junio de 2013, en Colombia el MinTic subastó 6 espectros en la red 4G, donde se originaron 2 nuevos operadores móviles (DirecTv[20] ganando dos bloques de 30 MHz y 40 MHz en la banda 2500-2600 MHz, y Avantel ganando un bloque de 30 MHz en la banda AWS) y con los operadores actuales (Movistar ganando un bloque de 30 MHz en la banda AWS, Claro ganando un bloque en la banda de 2500-2600 MHz y el consorcio temporal Tigo-ETB que se hizo a un bloque en la banda AWS). Con esto, Colombia terminaría el año con 6 operadores móviles (Claro, Movistar, UNE-EPM, Avantel, Tigo-ETB y DirecTV), siendo el país latinoamericano con la mayor oferta de servicios móviles. En la subasta la nación recibió 770 000 millones de pesos superando, con creces, los 450 000 millones de pesos que se tenían calculados inicialmente.[21]

- El 27 de junio de 2013, Claro Chile lanza su servicio 4G LTE en Chile.[cita requerida]

- El 22 de julio de 2013, Telefónica Móviles y Americatel Perú obtuvieron la licitación de las frecuencias 4G LTE bajo la banda 4 (AWS) de 1700 MHz y 2100 MHz las cuales se concesionaron como frecuencias conjuntas (1700 MHz de subida y 2100 MHz de bajada). Telefónica obtuvo el bloque A (1710 MHz - 1730 MHz y 2110 MHz - 2130 MHz) y Americatel el bloque B (1730 - 1750 y 2130 - 2150). Telefónica ofrece el servicio de 4G desde enero de 2014 con una velocidad de 20 Mbps (2,5 MB/s); en el caso de Americatel (a través de Nextel del Perú) ambas filiales de Entel Chile, ofrecería el servicio de 4G a finales de 2014. El 18 de mayo de 2014, Claro Perú (filial de América Móvil) comenzó a ofrecer el servicio 4G usando la frecuencia de 1900 MHz PCS (banda 12), frecuencia que le fue concesionada en 2001 a TIM Perú la cual fue comprada por América Móvil en 2005, ya que no ganó la concesión de las frecuencias de la banda 4 (AWS) y optó por usar una frecuencia la cual ya le había sido concesionada. Claro ofrece el servicio con una velocidad de 12 Mbps (1,5 MB/s) inicialmente en Lima.[cita requerida]

- El 5 de septiembre de 2013 se lanza oficialmente el servicio 4G LTE con la operadora móvil venezolana Digitel, usando la banda 3 de 1800 MHz.[cita requerida]

- El 27 de noviembre de 2013, el Instituto Costarricense de Electricidad (ICE) lanza oficialmente el servicio 4G LTE en Costa Rica con la marca Kolbi Ultra 4G LTE en la banda de 2600 MHz.[cita requerida]

- El 3 de diciembre de 2013 se lanza oficialmente el servicio 4G LTE en Colombia con los operadores móviles Movistar y Tigo, en las cinco ciudades principales de Colombia, exceptuando Cali que empezó a ser cubierta solo por Movistar.[cita requerida]

- En diciembre de 2013 se oficializó el lanzamiento del servicio 4G LTE en Ecuador por parte de la operadora estatal CNT; cubriendo inicialmente las ciudades de Quito y Guayaquil.[22]

- El 13 de febrero de 2014, Claro Colombia lanza oficialmente el servicio 4G LTE, con cobertura inicial en la capital colombiana, Bogotá.[cita requerida]

- El 1 de abril de 2014, Claro Costa Rica lanza oficialmente el servicio 4G LTE en la banda de 1800 MHz; convirtiéndose en la segunda compañía de Costa Rica en ofrecer esta tecnología.[cita requerida]

- El 13 de mayo de 2014, Argentina abre una licitación pública para la implementación de la tecnología 4G LTE, en las bandas AWS 1700-2100 MHz y 700 MHz.[23]

- El 8 de julio de 2014, Claro Dominicana rectifica su compromiso con el país de mantenerlo a la más avanzada tecnología con la puesta en marcha de su red 4G LTE. Generación de tecnologías móviles con una espera de más de 2 años de preparación y una inversión de más de US$200MM. La red alcanza velocidades de 130 mbps.[cita requerida]

- El 19 de agosto de 2014, se lanza oficialmente el servicio 4G de la empresa Avantel Colombia, siendo esta la quinta red LTE de Colombia en ser desplegada, cubriendo inicialmente 20 municipios y/o ciudades de Colombia.[24]

- El 17 de septiembre de 2014, se lanza oficialmente el servicio 4G de la empresa DirecTV Colombia, bajo la marca DirecTV Net, siento la sexta empresa con red LTE de Colombia, inicialmente cubriendo 13 ciudades de Colombia,[25] sin embargo, sus operaciones de preventa de su nuevo servicio empezaron aproximadamente 2 meses atrás a su anuncio oficial.[26]

- El 7 de octubre de 2014, se lanza la red 4G LTE de la ETB en 41 municipios y/o ciudades de Colombia, convirtiéndose en la séptima empresa con red LTE en Colombia.[27]

- En diciembre de 2014, la secretaría de comunicaciones de Argentina asignó las bandas licitadas de 3G y 4G a las empresas Personal,[28] Claro[29] y Movistar  comenzando el despliegue en varias zonas de la Capital[30]

- El 18 de febrero de 2015, El gobierno del Ecuador suscribió contratos de concesión para servicios 4G con Claro y Movistar, sumándose a la operadora estatal CNT, que ya venía ofreciendo el servicio 4G LTE.

- El 19 de febrero de 2015, Movistar Venezuela anuncia el lanzamiento de su red 4G, inicialmente cubriendo en la ciudad de Caracas (capital) y Puerto La Cruz bajo la banda AWS (1700/2100).

## Ventajas y desventajas de la tecnología móvil 4G

### Ventajas
- El 4G es una versión más moderna del 3G con dos mejoras fundamentales: la velocidad y la cobertura.
- Los contenidos que manejamos hoy son fundamentalmente multimedia, es decir, más pesados y que requieren mayor tiempo de carga-descarga. El 4G aumenta la velocidad y reduce estos tiempos.
- El 4G se diseñó para mejorar la velocidad de descarga, alcanzando velocidades máximas de hasta 300 Mbps.
- La tecnología móvil 4G permite una visualización de contenido por streaming con muchos menos cortes que la tecnología de tercera generación.
- Existe una amplia red de cobertura 4G.
- Los dispositivos 4G también son capaces de conectarse a redes 3G para garantizar la cobertura en las zonas más rurales. No ocurre al revés: los dispositivos 3G no podrán conectarse a una red 4G.

### Desventajas
- Los dispositivos 4G tienen mayor consumo de batería que los 3G.
- Es más cara que la tecnología 3G.
- Se debe contar un dispositivo compatible con la tecnología 4G. Por lo que, aun teniendo cobertura 4G, será imposible acceder a ella.
- En algunas zonas rurales con cobertura limitada se podrá conectar a la red 3G, pero bajará la velocidad.
- Se irá quedando obsoleta con la llegada de la tecnología de quinta generación (5G).[31]

## Utilización preferente para vídeo
El 43 % de sus usuarios están utilizando «menos o ningún punto de acceso wifi público» desde que se mudaron a la tecnología 4G. Además, usan menos la conexión de banda ancha de casa. Un 26 % de estos suscriptores de LTE pasan más de tres horas al día conectados. Y buena parte de este tiempo lo dedican al consumo de vídeo. El CEO de Vodafone UK, Guy Laurence, «parece que el 4G tiene finalmente una razón, y es el entretenimiento».